# Volksfront für Wandel und Freiheit

Logo der Volksfront

Die Volksfront für Wandel und Freiheit (arabisch الجبهة الشعبية للتحرير والتغيير, DMG al-Ǧabha aš-Šaʿbiyya li-t-Taḥrīr wa-t-Taġyīr) ist ein Bündnis syrischer politischer Parteien und ist derzeit die führende politische Opposition im syrischen Parlament (Volksrat).
Die im August 2011 gebildete Volksfront für Wandel und Freiheit brachte die Partei des Volkswillens von Qadri Dschamil, den von Ali Haidar geführten Flügel der SSNP und andere Parteien zusammen. Das Bündnis versteht sich selbst als „Brücke zwischen Regierung und Straße“ und gilt als vergleichsweise regierungsnah. Zwar kritisiert es das Vorgehen der Assad-Regierung deutlich, andererseits verteidigt es den Staat und seine Institutionen und lehnt einen gewaltsamen Umsturz ab. Die vom Präsidenten im Dezember 2011 angekündigten Reformen und die neue Verfassung begrüßte es.
Das Bündnis erhielt bei der Parlamentswahl 2012 insgesamt 5 Sitze im syrischen Volksrat, davon 4 für die SSNP und einer für die Partei des Volkswillens. Der Führer des Bündnisses Qadri Dschamil erklärte, dass es bei der Wahl mehrere Verletzungen des Wahlrechts gab, um den Gegner der Volksfront, die regierende Nationale Fortschrittsfront, zu bevorzugen.